# ヤンデレの女の子に死ぬほど愛されて眠れないCD
『ヤンデレの女の子に死ぬほど愛されて眠れないCD』（ヤンデレのおんなのこにしぬほどあいされてねむれないシーディー）とはビートニクス・EDGE RECORDSレーベルが2008年1月11日に発売したドラマCDである。通称・ヤンデレCD。
本項では続編2008年6月25日に発売の『ヤンデレの女の子に死ぬほど愛されて眠れないCDぎゃーーーっ!』及び、2008年12月開催のコミックマーケット75で発売された「眠れないCD BOX」の限定特典『ヤンデレの女の子に死ぬほど愛されて眠れないCDぎゃふん!』、2010年5月26日に発売の『ヤンデレ惨 〜ヤンデレの女の子に死ぬほど愛されて眠れないCD3〜』および、2016年12月21日に発売の『ヤンデレCD Re:birth 〜ヤンデレの女の子に死ぬほど愛されて眠れないCD4〜』についても解説する。

## 概要
本作は、EDGE RECORDSのサンプリングCD企画・眠れないCDシリーズの第2作である。2007年末にコミックマーケット73で先行販売された際から注目を集め、正式発売前より予約が殺到 する人気商品になった。2008年6月25日には続編『ぎゃーーーっ!』が発売された。シナリオは両巻ともassaultが担当。2010年5月26日にはシリーズ3作目となる『ヤンデレ惨』が発売され、シナリオは瓜亜錠と西浦和也が担当した。
全巻共通して主人公を激しく愛する余りに思い詰め、ヤンデレ状態となったヒロインが凶器をふりかざしながらひたすら主人公に決断を迫る内容である。
この作品をもとに動画共有サイトで多くの作品が生み出された。

## 各編の内容・登場人物

### ヤンデレの女の子に死ぬほど愛されて眠れないCD
キャラクターデザイン・なちゅらるとん。この他「眠れないCD BOX」に付属するアナザージャケットをミヤスリサが描いている。
野々原 渚（ののはら なぎさ）
声：落合祐里香
主人公の妹。身長149cm、スリーサイズはB73/W52/H76。
家事が得意で毎朝、進んで主人公の弁当を作るお兄ちゃん子。である内はまだ良かったが主人公が河本にデレデレしているのを見て嫉妬が芽生え、疑心暗鬼を募らせて行く。そして兄を他の女から隔離してしまえばいいと言う結論に達し、包丁を片手に主人公を監禁してしまう。
河本 綾瀬（こうもと あやせ）
声：広橋涼
主人公の幼馴染み。身長160cm、スリーサイズはB89/W58/H86。
幼い頃から一途に主人公を想い続け、いつの日か主人公と結ばれることを夢見ている。その夢を実現するために、自分の恋路を邪魔する者は全て実力行使で排除しなければならないと言う強迫観念にかられて金槌と五寸釘を手にする。渚編ではけがをした主人公にハンカチを渡したり、主人公に手料理を食べさせるなどを見た渚から名指しで嫉妬されている。
柏木 園子（かしわぎ そのこ）
声：河原木志穂
主人公の同級生。身長157cm、スリーサイズはB92/W59/H88。
園芸部所属。いじめの標的にされていた所を主人公に救い出され、好意を抱くようになるが主人公の本命が自分ではなく他の女なのではないかとの疑念を膨らませる。そして、誰にも邪魔されず永遠に主人公と一緒にいられる方法を思い付いた末に園芸用のスコップ を手に取る。

### ヤンデレの女の子に死ぬほど愛されて眠れないCDぎゃーーーっ!
キャラクターデザイン・犬洞あん（咲夜・伊織・夢見）、水鏡まみず（ナナ・ノノ）。この他『眠れないCD BOX』に付属するアナザージャケットを小梅けいとが描いている。
綾小路 咲夜（あやのこうじ さくや）
声：水橋かおり
主人公に片想いする資産家の令嬢。身長142cm、スリーサイズはB70/W48/H68。
拝金主義で自分に目もくれない親の下で育ち、感情表現が不得手なため主人公に対しても素直になれず傲慢不遜な態度を取ってしまうのが悩み。それでも、主人公の気を惹きたい一心でデートに誘うが「自家用ジェットで海外の遊園地へ行く」と言う突拍子も無い内容に呆れられてしまい遂に逆上。そして、自分が会いたいと思った時に主人公と会えるようドーベルマン「オルトロス」が見張る屋敷の一室へ主人公を監禁してしまう。
七宮 伊織（ななみや いおり）
声：今野宏美
七宮神社の巫女。身長155cm、スリーサイズはB92/W56/H87。
巫女として生涯を神に捧げるつもりで育って来たが毎朝、自分と会うために神社を参拝する主人公を好きになり世俗に身を投じる決意をする。しかし自分の目の前で主人公が他の女と携帯電話で親しげに話していたことから疑念を募らせ相手の女を抹殺すべく禁断の呪法に手を染めた後、仕込み刀を手に主人公へ自分の愛を受け入れるよう迫る。
ナナ
声：金田朋子
ゴスロリ調のドレスを着た双子の姉。身長140cm、スリーサイズはB72/W46/H66。
ノノ
声：あおきさやか
シルクハットにブラウス、半ズボンを着用した妹。身長・スリーサイズは姉と同じ。
ナナは左目、ノノは右目に眼帯をしている。主人公と公園で知り合い遊び相手になってもらっていたが2人とも独占欲が人一倍強く「お兄ちゃんを自分たち2人だけの物にしてしまおう」と思い立ってナナは斧を、ノノはサバイバルナイフを手に追跡を開始。夜の街を舞台とした恐怖の鬼ごっこへと主人公を誘う。
小鳥遊 夢見（たかなし ゆめみ）
声：広橋涼
主人公の従妹。身長150cm、スリーサイズはB82/W55/H80。
主人公の隣家に住んでおり主人公を起こすのが毎朝の日課になっていたが最近、主人公が自分を避けるようになったことから他の女と会っているのではないかと疑いハサミを鞄に忍ばせて主人公をストーキングする。趣味は写真撮影で、愛用のカメラで主人公ばかりを撮影している。

### ヤンデレの女の子に死ぬほど愛されて眠れないCDぎゃふん!
「眠れないCD BOX」の限定特典CD。番外編として、本編のようなホラー仕立てではなくギャグを多用したスラップスティック調の展開になっている。シナリオ・玉城琴也、安達フミト。
ゲストキャラクターとして、眠れないCDシリーズ第3作『妹にまとわりつかれて眠れないCD』の天然妹・静香（声・中原麻衣、キャラクターデザイン・鳴海ゆう）が出演している。

#### ストーリー
夢見は主人公と2人きりの一夜を過ごすべく、主人公宅の天井を爆破して主人公の部屋に侵入。ところが、主人公の部屋にはたまたま静香が居合わせた。夢見は静香を抹殺すべくハサミを手にするが今度は金槌に五寸釘を持った綾瀬が乱入し、事態は混迷を深めて行く。

### ヤンデレ惨 〜ヤンデレの女の子に死ぬほど愛されて眠れないCD3〜
キャラクターデザイン・小梅けいと。SDキャライラストは秋葉遼が担当。
桜ノ宮 慧梨主（さくらのみや えりす）
声：河原木志穂
主人公とは遠い親戚にあたる双子の姉妹の妹。身長152cm、スリーサイズはB80/W55/H81。
亜梨主の妹。学園に主人公が転入してきたのを機に彼を「お兄様」と呼んで恋慕するようになる。異性が苦手で内向的な性格と過去のトラウマ（恋心を抱いた男性が姉と付き合い始めその後失踪）が元で主人公に思いを告げられなかったが、相談した姉の後押しもあり主人公に告白し交際を始める。
正反対の性格を持つ姉に関してはコンプレックスを抱いているが反面信頼し慕っている。しかし、その姉が主人公と抱擁しているのを目撃してしまい、裏切られたと感じた彼女は行動を起こす。
ユーミア
声：水原薫
主人公が廃材置き場で出会った女性型ロボット（ガイノイド）。身長160cm、スリーサイズはB88/W59/H89。
綾小路財閥 傘下の綾小路重工が製造した汎用メイドロイドで、富裕層を主なターゲットにして販売されており、高価だが1年先まで予約が埋まっている。型式名はTYPE-SAKUYA A9だが、綾小路製メイドロイドの最新型は「A6」であり、「A9」の形式名を持つメイドロイドは公式には存在しない。人間とほとんど同じ外観と自己修復機能を持ち、ミスカトニック大学神秘物理学部第三研究室が開発した「システム・ワルプルギス」によって制御される人工知能により、人と同様の感情を表現すことができる。動力源は両脚部に装備されたセルン研究所製の「クェーサーエンジン」計2基。
主人公と出会った際には記憶の一部を失い持ち主の事を覚えていなかった為、修復が済むまで主人公の部屋で同居し、親切にしてくれた彼をマスターと呼ぶようになる。
本来は戦闘用に開発された機種であり、超振動ブレードである対人兵装「クシャトリヤ」、戦術高エネルギーレーザー「ガルガンチュアα」と六連装ロケットランチャー「ガルガンチュアβ」（パイルバンカーとしても使用可能）からなる 対人兵装「ガルガンチュア」、長距離射程大口径ビーム砲である対軍兵装「ヘカトンケイル」 などの各種武装を装備。また、犬型の自立型支援攻撃機「オルトロス」 や小型攻撃衛星「アマテラス」 など複数の支援機も有する。
かつては戦場で戦っていたが、メイドロイドとしての奉仕プログラムと強制的な戦闘プログラムの矛盾に苦しんだことに加え、以前の主人を失った際に生じた負荷に耐えきれず戦場から逃亡。その後、とあることがきっかけで記憶を取り戻し、装備を駆使して主人公を拘束する。
朝倉 巴（あさくら ともえ）
声：下田麻美
主人公のアルバイト先の後輩。身長148cm、スリーサイズは明かされていない。
好意を寄せていた主人公と2人で歩いていた時に、交通事故に遭遇したのがきっかけで付き合うようになる。しかし「主人公と自分は前世で異世界クトゥルティア＝アークを救った勇者とそのパートナーで、主人公は邪神によって記憶を失っている」という自分の妄想に基づいて以前から主人公をストーキングしており、刃物を使って記憶を取り戻させようとする。
少女に見えるが本来の性別は男性（本人曰く邪神の呪いの所為で男に転生したとのこと）で、主人公の前では性別をごまかすためにウィッグと胸パッドを身につけゴスロリ風の服をまとっている。
両親とは死別しており姉の朝倉奏（あさくら かなで） と2人で暮らしている。
桜ノ宮 亜梨主（さくらのみや ありす）
声：水橋かおり
主人公とは遠い親戚にあたる双子の姉妹の姉。身長154cm、スリーサイズはB84/W57/H82。
慧梨主の姉で内向的な妹とは反対に社交的な性格をしており、人当たりも良い為通っている学園では性別を問わず好かれている。主人公とはよく口喧嘩をしているが仲は悪くない。
慧梨主を失恋の悲しさから守る為、慧梨主に告白した男を自分になびかせ殺害してきた。慧梨主と付き合い始めた主人公も自分になびかせようとするが、その現場を見た慧梨主が「姉が自分を裏切った」と思い込んで自殺した為、主人公を自宅に誘い出し監禁する。
このシリーズの登場人物の中では珍しく主人公への愛情ではなく、妹への愛情から主人公の方を敵ととらえて凶行に及ぶキャラクターとして描かれている。

### ヤンデレCD Re:birth 〜ヤンデレの女の子に死ぬほど愛されて眠れないCD4〜
2016年12月21日発売。キャラクターデザイン・なちゅらるとん。シナリオは保桜が担当。
野々原 渚（ののはら なぎさ）
声：長谷優里奈（落合祐里香から改名後）
朽梨 彩子（くちなし あやこ）
声：河原木志穂

## 備考
綾瀬編で「近親相姦は犯罪」との台詞があるが、日本においては1881年に改定律令の規定が廃止されて以降は特に該当する行為自体を犯罪とする法律等は存在しない（別の法律・条例に違反する行為を含む場合は除く）。なお、米国の一部の州やドイツにおいては犯罪とされている。